# 大卫·波特·钱德勒
大卫·波特·钱德勒（英語：David Porter Chandler，1933年—），美国历史学家。他被认为是研究柬埔寨现代史最重要的西方学者之一。
钱德勒1933年出生在美国，曾在哈佛大学、耶鲁大学、密歇根大学学习并获得学位，在密歇根大学的论文是关于殖民时期以前的柬埔寨。1958年至1966年供职于美国外交服务，在金边（1960–62）、波哥大、卡利、华盛顿特区工作。曾在蒙纳士大学、威斯康星大学麦迪逊分校、约翰·霍普金斯大学、康奈尔大学担任教授。
后来担任过暹粒的高棉研究中心的高级顾问；美国国际开发署顾问，评估柬埔寨的民主和治理方案；亚洲基金会顾问，评估金边选举活动。他还陪同国际特赦组织和联合国难民事务高级专员办事处进行柬埔寨研究和实况调查任务，并在美国国防部POW/MIA办公室担任柬埔寨档案的研究员。
1994年，当选澳洲人文学院院士。目前居住在澳大利亚，是蒙纳士大学名誉教授、乔治城大学亚洲研究所兼职教授。
美国驻柬埔寨大使馆有一个房间以他的名字命名。

## 著作
- A History of Cambodia (1983)
  - 简体中文译本：《柬埔寨史》，许亮译，2013年
- The Tragedy of Cambodian History (1991)
- Brother Number One (1992)
- Facing the Cambodian Past (1996)
- Voices from S-21: Terror and History in Pol Pot's Secret Prison (1999)[1]